# Champions de France de natation de grand fond nage libre

## Grand fond nage libre
À l'origine, l'épreuve de grand fond était disputé dans le cadre des championnats de France de natation, sur un site externe ou non aux autres épreuves. À titre d'exemple, la première épreuve de grand fond fut une épreuve de descente de rivière sur 6 km à Nogent-sur-Marne.
| Championnats | Championnats                          | Grand fond nage libre messieurs | Grand fond nage libre messieurs | Grand fond nage libre messieurs | Grand fond nage libre messieurs | Grand fond nage libre messieurs |
| ------------ | ------------------------------------- | ------------------------------- | ------------------------------- | ------------------------------- | ------------------------------- | ------------------------------- |
| 1912         | Nogent-sur-Marne                      | Bonzom                          |                                 |                                 | SBUC                            | 2 h 02 min                      |
| 1913         | Pontoise                              | Léon Barrière                   |                                 |                                 | CP Asnières                     | 1 h 56 min                      |
| 1914         | non disputé                           |                                 |                                 |                                 |                                 |                                 |
| 1915         | Paris Les bains Deligny               | non disputé                     |                                 |                                 |                                 |                                 |
| 1916         | Paris Les bains Deligny               | non disputé                     |                                 |                                 |                                 |                                 |
| 1917         | Paris Les bains Deligny               | non disputé                     |                                 |                                 |                                 |                                 |
| 1918         | Paris Les bains Deligny               | non disputé                     |                                 |                                 |                                 |                                 |
| 1919         | Tourcoing                             | Albert Mayaud                   |                                 |                                 | SCUF                            | 59 min 54 s                     |
| 1920         | Paris La Villette, Bassin Niclausse   | Marcel Pernot                   |                                 |                                 | Libellule de Paris              | 1 h 27 min 27 s                 |
| 1921         | Strasbourg                            | Jean Rebeyrol                   |                                 |                                 | Bordeaux Athlétic Club          | 1 h 26 min 14 s 2               |
| 1922         | Tourcoing                             | Jean Rebeyrol                   |                                 |                                 | Bordeaux Athlétic Club          |                                 |
| 1923         | Arras                                 | Jean Rebeyrol                   |                                 |                                 | ASPTT Bordeaux                  |                                 |
| 1924         |                                       | Jean Rebeyrol                   |                                 |                                 | ASPTT Bordeaux                  |                                 |
| 1925         | Paris Les tourelles                   | Jean Rebeyrol                   |                                 |                                 | ASPTT Bordeaux                  |                                 |
| 1926         | Paris Les tourelles                   | Jean Rebeyrol                   |                                 |                                 | ASPTT Bordeaux                  |                                 |
| 1927         | Paris Les tourelles                   | Jean Rebeyrol                   |                                 |                                 | ASPTT Bordeaux                  |                                 |
| 1928         | Paris Les tourelles                   | Albert Vandeplancke             |                                 |                                 | Enfants de Neptune de Tourcoing |                                 |
| 1929         | Paris Les tourelles                   | Albert Vandeplancke             |                                 |                                 | Enfants de Neptune de Tourcoing |                                 |
| 1930         | Paris Les tourelles                   | Albert Vandeplancke             |                                 |                                 | Enfants de Neptune de Tourcoing |                                 |
| 1931         | Paris Les tourelles                   | Albert Vandeplancke             |                                 |                                 | Enfants de Neptune de Tourcoing |                                 |
| 1932         | Marseille Chevalier Roze Sport (25 m) | George Navarre                  |                                 |                                 | CRS Marseille                   |                                 |
| 1933         | Paris Les tourelles                   | Jean Taris                      | 1909                            | 24                              | Club des Nageurs de Paris       |                                 |
| 1934         | Paris Les tourelles                   | Jean Taris                      | 1909                            | 25                              | Club des Nageurs de Paris       |                                 |
| 1935         | Bordeaux                              | Jean Taris                      | 1909                            | 26                              | Club des Nageurs de Paris       |                                 |
| 1936         | Paris Les tourelles                   | Jean Taris                      | 1909                            | 27                              | Club des Nageurs de Paris       |                                 |
| 1937         | Paris Les tourelles                   | non disputé                     |                                 |                                 |                                 |                                 |
| 1938         | Paris Les tourelles                   | Alfred Desbonnet                |                                 |                                 | Dauphins du TOEC                |                                 |

(en 1939, seul est organisé au mois d'août le Championnat de Paris de Grand Fond, gagné par Huber, de la J.S. Puteaux, en 1 h 35 min sur 7 kilomètres)

## 5 km indoor
| Championnats | Championnats  | 5 km indoor        | 5 km indoor | 5 km indoor | 5 km indoor           | 5 km indoor    |
| ------------ | ------------- | ------------------ | ----------- | ----------- | --------------------- | -------------- |
| 2002         | Aix-les-Bains | Yannick Rieg       | 1980        | 22          | CN Antibes            | 55 min 19 s 76 |
| 2003         | Besançon      | Yannick Rieg       | 1980        | 23          | CN Antibes            | 54 min 45 s 16 |
| 2004         | Melun         | Yannick Rieg       | 1980        | 24          | CN Antibes            | 55 min 20 s 66 |
| 2005         | La Rochelle   | David Genet        | 1982        | 23          | ASPTT Toulouse        | 55 min 06 s 31 |
| 2006         | Strasbourg    | Loïc Branda        | 1983        | 23          | Dauphins Toulouse OEC | 53 min 46 s 00 |
| 2007         | Vittel        | Nicolas Rostoucher | 1981        | 26          | Canet 66 Natation     | 53 min 44 s 29 |
| 2008         | Versailles    | Nicolas Rostoucher | 1981        | 27          | CS Clichy 92          | 53 min 03 s 81 |